# Сміла (село)
Смі́ла — село в Україні, в Уланівській сільській громаді Хмільницького району Вінницької області. Населення становить 369 осіб.

## Постаті
- Мойсюк Василь Сильвестрович (1942—2019) — український хімік.